# Torneig de les Sis Nacions 2009
El Torneig de les Sis Nacions de 2009, coneguda com els de RBS 6 Nacions 2009 pel patrocini del torneig de The Royal Bank of Scotland, fou la desena edició d'aquest torneig en el format de Sis Nacions i la 115a incloent tots els formats de la competició. El torneig se celebrarà entre el 7 de febrer i 21 de març 2009.
En aquesta edició la selecció d'Irlanda va guanyar el Grand Slam i la Triple Corona. Fou el primer Grand Slam des de 1948 i la primera Triple Corona des de 2007 i el segon Grand Slam d'Irlanda en el seu palmarès. Anglaterra va acabar com a subcampiona, i també va guanyar la Copa Calcuta. França va conquerir el Trofeu Garibaldi. L'edició de 2009 es recordarà perquè fou la primera edició amb un partit jugat divendres a la nit, concretament, el que enfrontar França i Gal·les a l'Stade de France.

## Participants
| Nació      | Estadi             | Ciutat      | Entrenador      | Capità           |
| ---------- | ------------------ | ----------- | --------------- | ---------------- |
| Anglaterra | Twickenham         | Londres     | Martin Johnson  | Steve Borthwick  |
| França     | Stade de France    | Saint-Denis | Marc Lièvremont | Lionel Nallet    |
| Irlanda    | Croke Park         | Dublín      | Declan Kidney   | Brian O'Driscoll |
| Itàlia     | Stadio Flaminio    | Roma        | Nick Mallett    | Sergio Parisse   |
| Escòcia    | Murrayfield        | Edimburg    | Frank Hadden    | Mike Blair       |
| Gal·les    | Millennium Stadium | Cardiff     | Warren Gatland  | Ryan Jones       |

## Classificació
| Position | Nation     | Games  | Games    | Games    | Games   | Punts   | Punts     | Punts      | Punts   | Table Punts |
| Position | Nation     | Jugats | Guanyats | Empatats | Perduts | A favor | En contra | Diferència | Assaigs | Table Punts |
| -------- | ---------- | ------ | -------- | -------- | ------- | ------- | --------- | ---------- | ------- | ----------- |
| 1        | Irlanda    | 5      | 5        | 0        | 0       | 121     | 73        | +48        | 12      | 10          |
| 2        | Anglaterra | 5      | 3        | 0        | 2       | 124     | 70        | +54        | 16      | 6           |
| 3        | França     | 5      | 3        | 0        | 2       | 124     | 101       | +23        | 14      | 6           |
| 4        | Gal·les    | 5      | 3        | 0        | 2       | 100     | 81        | +19        | 8       | 6           |
| 5        | Escòcia    | 5      | 1        | 0        | 4       | 79      | 102       | −23        | 4       | 2           |
| 6        | Itàlia     | 5      | 0        | 0        | 5       | 49      | 170       | −121       | 2       | 0           |

Nota: El primer criteri de desempat és la diferència de punts després de tots els partits, el segon és el nombre d'assaigs. Després d'aquests dos criteris de desempat el campionat es considera compartit.

## Calendari
El calendari del torneig va ser publicat el 17 d'abril de 2008. El França- Gal·lès fou el primer partit jugat en divendres de la història del torneig.

### Jornada 1
| Anglaterra                                                                                                | 36 – 11  | Itàlia                                                  | 7 febrer 2009 15:00 GMT - Twickenham, Londres Assistència: 82,000 espectadors Àrbitre: Mark Lawrence (Sud-àfrica) |
| Assaigs: Goode 2' c Ellis (2) 18' m, 54' c Flutey 28' c Cueto 78' c Con: Goode (4/5) Pen: Goode (1/3) 36' | [Report] | Assaig: Mi. Bergamasco 72' m Pen: McLean (2/3) 34', 39' | 7 febrer 2009 15:00 GMT - Twickenham, Londres Assistència: 82,000 espectadors Àrbitre: Mark Lawrence (Sud-àfrica) |

| Irlanda                                                                                               | 30 – 21  | França | 7 febrer 2009 17:00 GMT - Croke Park, Dublín Assistència: 79,000 espectadors Àrbitre: Nigel Owens (Gal·les) |
| Assaigs: Heaslip 34' c O'Driscoll 43' c D'Arcy 66' c Con: O'Gara (3/3) Pen: O'Gara (3/5) 3', 17', 78' | [Report] | Assaigs: Harinordoquy 15' c Médard 50' m Con: Beauxis (1/2) Pen: Beauxis (1/1) 76' Drop: Beauxis (2/2) 40+1', 53' | 7 febrer 2009 17:00 GMT - Croke Park, Dublín Assistència: 79,000 espectadors Àrbitre: Nigel Owens (Gal·les) |

| Escòcia                                                                 | 13 – 26  | Gal·les | 8 febrer 2009 15:00 GMT - Murrayfield, Edimburg Assistència: 63,000 espectadors Àrbitre: Alain Rolland (Irlanda) |
| Assaig: M. Evans 69' c Con: Paterson (1/1) Pen: Paterson (2/2) 32', 51' | [Report] | Assaigs: Shanklin 22' m A. W. Jones 29' m Halfpenny 41' m S. Williams 58' m Pen: S. Jones (2/3) 13', 40+1' | 8 febrer 2009 15:00 GMT - Murrayfield, Edimburg Assistència: 63,000 espectadors Àrbitre: Alain Rolland (Irlanda) |

### Jornada 2
| França                                                                                | 22 – 13  | Escòcia                                                               | 14 febrer 2009 15:00 GMT - Stade de France, Saint-Denis (Sena Saint-Denis) Assistència: 79,600 espectadors Àrbitre: George Clancy (Irlanda) |
| Assaig: Ouedraogo 46' c Con: Beauxis (1/1) Pen: Beauxis (5/7) 23', 38', 53', 60', 73' | [Report] | Assaig: T. Evans 69' c Con: Paterson (1/1) Pen: Godman (2/3) 35', 49' | 14 febrer 2009 15:00 GMT - Stade de France, Saint-Denis (Sena Saint-Denis) Assistència: 79,600 espectadors Àrbitre: George Clancy (Irlanda) |

| Gal·les                                                                                | 23 – 15  | Anglaterra                                                                     | 14 febrer 2009 17:30 GMT - Millennium Stadium, Cardiff Assistència: 73,000 espectadors Àrbitre: Jonathan Kaplan (Sud-àfrica) |
| Assaig: Halfpenny 44' m Pen: S. Jones (5/5) 4', 16', 43', 54', 72' Halfpenny 22' (1/2) | [Report] | Assaigs: Sackey 24' m D. Armitage 57' c Con: Flood (1/1) Drop: Goode (1/1) 30' | 14 febrer 2009 17:30 GMT - Millennium Stadium, Cardiff Assistència: 73,000 espectadors Àrbitre: Jonathan Kaplan (Sud-àfrica) |

| Itàlia                         | 9 – 38   | Irlanda | 15 febrer 2009 14:30 GMT - Stadio Flaminio, Roma Assistència: 30,000 espectadors Àrbitre: Chris White (Anglaterra) |
| Pen: McLean (3/4) 5', 16', 24' | [Report] | Assaigs: Bowe 19' c Fitzgerald (2) 40' c, 76' c D. Wallace 48' c O'Driscoll 78' c Con: O'Gara (4/4) Kearney (1/1) Pen: O'Gara (1/1) 50' | 15 febrer 2009 14:30 GMT - Stadio Flaminio, Roma Assistència: 30,000 espectadors Àrbitre: Chris White (Anglaterra) |

### Jornada 3
| França                                                                                | 21 – 16  | Gal·les                                                                           | 27 febrer 2009 20:00 GMT - Stade de France, Saint-Denis (Sena Saint-Denis) Assistència: 80,000 espectadors Àrbitre: Mark Lawrence (Sud-àfrica) |
| Assaigs: Dusautoir 40' c Heymans 53' m Con: Parra (1/2) Pen: Parra (3/5) 6', 35', 70' | [Report] | Assaig: Byrne 24' c Con: S. Jones (1/1) Pen: S. Jones (2/2) 3', 9' Hook (1/1) 73' | 27 febrer 2009 20:00 GMT - Stade de France, Saint-Denis (Sena Saint-Denis) Assistència: 80,000 espectadors Àrbitre: Mark Lawrence (Sud-àfrica) |

| Escòcia | 26 – 6   | Itàlia                                        | 28 febrer 2009 15:00 GMT - Murrayfield, Edimburg Assistència: 65,000 espectadors Àrbitre: Nigel Owens (Gal·les) |
| Assaigs: Danielli 35' c Gray 64' c Con: Godman (1/1) Paterson (1/1) Pen: Paterson (3/3) 5', 13', 68' Godman (1/2) 31' | [Report] | Pen: McLean (1/1) 55' Drop: Parisse (1/1) 22' | 28 febrer 2009 15:00 GMT - Murrayfield, Edimburg Assistència: 65,000 espectadors Àrbitre: Nigel Owens (Gal·les) |

| Irlanda                                                                        | 14 – 13  | Anglaterra                                                                           | 28 febrer 2009 17:30 GMT - Croke Park, Dublín Assistència: 82,000 espectadors Àrbitre: Craig Joubert (Sud-àfrica) |
| Assaig: O'Driscoll 57' m Pen: O'Gara (2/5) 27', 71' Drop: O'Driscoll (1/2) 46' | [Report] | Assaig: D. Armitage 78' c Con Goode (1/1) Pen: Flood (1/1) 38' D. Armitage (1/1) 64' | 28 febrer 2009 17:30 GMT - Croke Park, Dublín Assistència: 82,000 espectadors Àrbitre: Craig Joubert (Sud-àfrica) |

Irlanda s'emporta el Millennium Trophy.

### Jornada 4
| Itàlia                                    | 15 – 20  | Gal·les                                                                            | 14 març 2009 15:00 GMT - Stadio Flaminio, Roma Àrbitre: Alan Lewis (Irlanda) |
| Pen: Marcato (5/5) 5', 31', 34', 57', 70' | [Report] | Assaigs: S. Williams 25' c Shanklin 71' c Con: Hook (2/2) Pen: Hook (2/3) 59', 63' | 14 març 2009 15:00 GMT - Stadio Flaminio, Roma Àrbitre: Alan Lewis (Irlanda) |

| Escòcia                                    | 15 – 22  | Irlanda                                                                                             | 14 març 2009 17:00 GMT - Murrayfield, Edimburg Àrbitre: Jonathan Kaplan (Sud-àfrica) |
| Pen: Paterson (5/5) 5', 13', 21', 31', 60' | [Report] | Assaig: Heaslip 51' c Con: O'Gara (1/1) Pen: O'Gara (4/5) 11', 27', 33', 70' Drop: O'Gara (1/1) 57' | 14 març 2009 17:00 GMT - Murrayfield, Edimburg Àrbitre: Jonathan Kaplan (Sud-àfrica) |

Irlanda s'endú el seu vuitè Centenary Quaich consecutiu.
| Anglaterra | 34 – 10  | França                                  | 15 març 2009 15:00 GMT - Twickenham, Londres Àrbitre: Stuart Dickinson (Austràlia) |
| Assaigs: Cueto 1' c Flutey (2) 22' c, 41' m D. Armitage 37' c Worsley 39' m Con: Flood (3/3) Pen: Flood (1/1) 18' | [Report] | Assaigs: Szarzewski 56' m Malzieu 64' m | 15 març 2009 15:00 GMT - Twickenham, Londres Àrbitre: Stuart Dickinson (Austràlia) |

### Jornada 5
| Itàlia                                       | 8 – 50   | França | 21 març 2009 13:15 GMT - Stadio Flaminio, Roma Assistència: 27,650 espectadors Àrbitre: Alain Rolland (Ireland) |
| Assaig: Parisse 57' m Pen: Marcato (1/2) 23' | [Report] | Assaigs: Chabal 25' c Trinh-Duc 29' m Médard (2) 31' c, 70' m Heymans 42' c Domingo 55' m Malzieu 76' m Con: Parra (3/4) Pen: Parra (3/3) 7', 15', 48' | 21 març 2009 13:15 GMT - Stadio Flaminio, Roma Assistència: 27,650 espectadors Àrbitre: Alain Rolland (Ireland) |

França guanya el seu tercer Trofeu Garibaldi.
| Anglaterra                                                                                             | 26 – 12  | Escòcia                                           | 21 març 2009 15:30 GMT - Twickenham, Londres Assistència: 80,688 espectadors Àrbitre: Marius Jonker (Sud-àfrica) |
| Assaigs: Monye 22' m Flutey 28' c Tait 77' m Con: Flood (1/2) Pen: Flood (2/2) 40', 41' Drop: Care 72' | [report] | Pen: Paterson (3/3) 9', 44', 66' Godman (1/2) 51' | 21 març 2009 15:30 GMT - Twickenham, Londres Assistència: 80,688 espectadors Àrbitre: Marius Jonker (Sud-àfrica) |

121a Calcutta Cup per a Anglaterra.
| Gal·les                                                         | 15 – 17  | Irlanda                                                                       | 21 març 2009 17:30 GMT - Millennium Stadium, Cardiff Assistència: 74,625 espectadors Àrbitre: Wayne Barnes (Anglaterra) |
| Pen: S. Jones (4/5) 33', 39', 51', 56' Drop: S. Jones (1/1) 76' | [report] | Assaigs: O'Driscoll 44' c Bowe 46' c Con: O'Gara (2/2) Drop: O'Gara (1/1) 78' | 21 març 2009 17:30 GMT - Millennium Stadium, Cardiff Assistència: 74,625 espectadors Àrbitre: Wayne Barnes (Anglaterra) |

Irlanda aconsegueix el seu 2n Grand Slam des de 1948.

## Anotadors

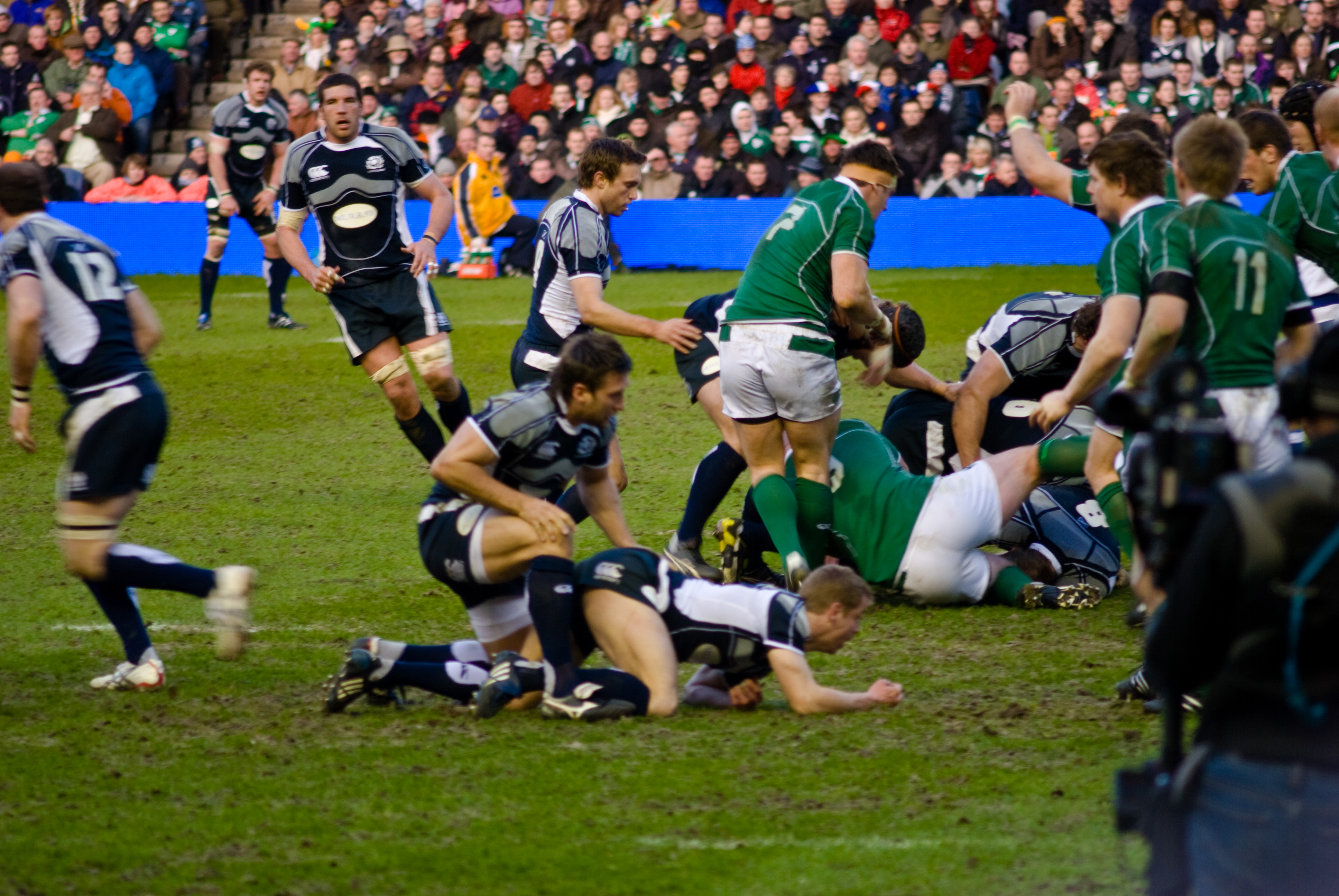
L'Irlanda vs Escòcia del 14 de març de 2009

| Assaigs | name                | Pld | Team       |
| ------- | ------------------- | --- | ---------- |
| 4       | Brian O'Driscoll    | 5   | Irlanda    |
| 4       | Riki Flutey         | 5   | Anglaterra |
| 3       | Delon Armitage      | 5   | Anglaterra |
| 3       | Maxime Médard       | 5   | França     |
| 2       | Julien Malzieu      | 3   | França     |
| 2       | Leigh Halfpenny     | 3   | Gal·les    |
| 2       | Shane Williams      | 4   | Gal·les    |
| 2       | Mark Cueto          | 5   | Anglaterra |
| 2       | Harry Ellis         | 5   | Anglaterra |
| 2       | Cédric Heymans      | 5   | França     |
| 2       | Tommy Bowe          | 5   | Irlanda    |
| 2       | Luke Fitzgerald     | 5   | Irlanda    |
| 2       | Jamie Heaslip       | 5   | Irlanda    |
| 2       | Tom Shanklin        | 5   | Gal·les    |
| 1       | Ugo Monye           | 2   | Anglaterra |
| 1       | Paul Sackey         | 3   | Anglaterra |
| 1       | Thomas Domingo      | 3   | França     |
| 1       | Fulgence Ouedraogo  | 3   | França     |
| 1       | Francois Trinh-Duc  | 3   | França     |
| 1       | Max Evans           | 4   | Escòcia    |
| 1       | Thom Evans          | 4   | Escòcia    |
| 1       | Andy Goode          | 5   | Anglaterra |
| 1       | Mathew Tait         | 5   | Anglaterra |
| 1       | Joe Worsley         | 5   | Anglaterra |
| 1       | Sebastien Chabal    | 5   | França     |
| 1       | Thierry Dusautoir   | 5   | França     |
| 1       | Imanol Harinordoquy | 5   | França     |
| 1       | Dimitri Szarzewski  | 5   | França     |
| 1       | Gordon D'Arcy       | 5   | Irlanda    |
| 1       | David Wallace       | 5   | Irlanda    |
| 1       | Mirco Bergamasco    | 5   | Itàlia     |
| 1       | Sergio Parisse      | 5   | Itàlia     |
| 1       | Simon Danielli      | 5   | Escòcia    |
| 1       | Scott Gray          | 5   | Escòcia    |
| 1       | Lee Byrne           | 5   | Gal·les    |
| 1       | Alun Wyn Jones      | 5   | Gal·les    |

| Punts | name             | Pld | Team       |
| ----- | ---------------- | --- | ---------- |
| 51    | Ronan O'Gara     | 5   | Irlanda    |
| 46    | Chris Paterson   | 5   | Escòcia    |
| 44    | Stephen Jones    | 5   | Gal·les    |
| 28    | Lionel Beauxis   | 2   | França     |
| 26    | Morgan Parra     | 5   | França     |
| 23    | Brian O'Driscoll | 5   | Irlanda    |
| 22    | Toby Flood       | 5   | Anglaterra |
| 21    | Andy Goode       | 5   | Anglaterra |
| 20    | Riki Flutey      | 5   | Anglaterra |
| 18    | Andrea Marcato   | 3   | Itàlia     |
| 18    | Luke McLean      | 3   | Itàlia     |
| 18    | Delon Armitage   | 5   | Anglaterra |